# Sarah Moon
Sarah Moon (* 17. listopadu 1941 Vernon) je francouzská fotografka, modelka a režisérka krátkých filmů. Její jméno je pseudonym, který si vymyslela pro svou práci v modelingu v šedesátých letech. Fotografovat začala jako autodidakt po roce 1968. Věnovala se reklamní fotografii a fotografii módy na volné noze. Autorka říká: „Fotografie je duší všech momentů, které právě člověk viděl zaniknout.“ Od 90. let se Sarah Moon věnuje tvorbě krátkých filmů, ale natočila i celovečerní film s názvem Mississippi One.

## Výstavy
- Modinsolite, pařížská galerie Delphire (Pozice Avantgardy v módní fotografii), cca 1969
- Center of Photography New York (1983)
- Staley-Wise Galerie New York (1993)
- Haus der Photographie Hamburg (Archeology of Elegance 2002)
- Maison européenne de la photographie (2003)
- Národní muzeum moderního umění Kjóto (2004)
- Cirkus, Leica Gallery Praha, 7. - 31. května 2008

## Ocenění
- Cena za kulturu Německé fotografické společnosti
- Grand Prix national de la photographie